# Balthazor
En la serie de televisión Charmed Balthazor es el nombre de la forma demoníaca del personaje Cole Turner protagonizado por Julian McMahon.
Balthazor es un demonio de alto nivel con poderes de conjuros oscuros; también posee el poder de viajar en una especie de teletransportación de un lugar a otro en segundos, incluso viajar entre planos y mundos paralelos al nuestro; además lanza bolas de energía, esto entre otros poderes.
En la cuarta temporada con ayuda del vacío, absorbe los poderes de La Fuente de Todo Mal, Phoebe lo descubre y con ayuda de sus hermanas lo destruyen. Pero regresa siendo invencible y desesperado se une a los avatares, con ayuda de estos regresa en el tiempo para recuperar a Phoebe pero es inútil y Paige quien también viajó por accidente al estornudar, ya en el plano se une a sus hermanas y en ese plano lo destruyen como Balthazor. Sin embargo es tan grande su poder que no muere en el infierno y es condenado a vivir en el limbo por sus pecados, en un episodio de la temporada 7 ayuda a Piper a regresar con su familia, ya que ella entra en una coma, por causa del ataque de un demonio. Luego con ayuda de un semidemonio condenado a morir ayuda a Phoebe a volver a creer en el amor.